# Vespertilionoïdeus
Els vespertilionoïdeus (Vespertilionoidea) són una superfamília de ratpenats. Hi ha científics que situen els molòssids i els natàlids en aquest grup, però encara no s'ha determinat amb certesa si aquesta classificació és correcta. Les espècies d'aquesta superfamília es troben a tots els continents del món tret de l'Antàrtida. Els fòssils més antics d'aquest grup s'han trobat al Canadà i daten de l'Eocè mitjà.